# Deonise Cavaleiro
Deonise Cavaleiro Fachinello (née le 20 juin 1983 à Santa Rosa, Brésil) est une handballeuse internationale brésilienne, évoluant au poste d'arrière droite. Avec le Brésil, elle remporte notamment le titre de championne du monde en 2013. 

## Biographie
Elle intègre la sélection brésilienne durant les Jeux olympiques d'été de 2008, obtenant la neuvième place. En 2013, elle remporte le titre de championne du monde en Serbie. 
Pour la saison 2019-2020, elle s'engage avec Bourg-de-Péage

## Palmarès

### En club
compétitions internationales
- vainqueur de la coupe des coupes en 2013 (avec Hypo Niederösterreich)

compétitions nationales
- championne de Roumanie en 2015 (avec CSM Bucarest)
- championne d'Espagne en 2012 (avec SD Itxako)
- championne d'Autriche en 2009, 2013 et 2014 (avec Hypo Niederösterreich)
- vainqueur de la coupe de la Reine en 2012 (avec SD Itxako)
- vainqueur de la coupe d'Autriche (ÖHB-Cup) en 2009, 2013 et 2014 (avec Hypo Niederösterreich)

### En équipe nationale
Jeux olympiques
- 5e place aux Jeux olympiques de 2016 à Rio de Janeiro
- 6e place aux Jeux olympiques de 2012 à Londres
- 9e place aux Jeux olympiques de 2008 à Pékin

championnats du monde
- 5e place du championnat du monde 2011[4]
- vainqueur du championnat du monde 2013[5]
- 10e place du championnat du monde 2015
- 18e place du championnat du monde 2017
- 17e place du championnat du monde 2019

Jeux panaméricains
- vainqueur des Jeux panaméricains de 2007
- vainqueur des Jeux panaméricains de 2011
- vainqueur des Jeux panaméricains de 2015
- vainqueur des Jeux panaméricains de 2019

Championnats panaméricains
- vainqueur du Championnat panaméricain 2007
- Vice-champion du Championnat panaméricain 2009
- vainqueur du Championnat panaméricain 2011
- vainqueur du Championnat panaméricain 2013
- vainqueur du Championnat panaméricain 2015
- vainqueur du Championnat panaméricain 2017
- vainqueur du Championnat panaméricain 2011